# No.2便攜式火焰噴射器
No.2 便攜式火焰噴射器（因其燃料箱的形狀而被暱稱為“救生圈式便攜火焰噴射器”），也被稱為“Ack Pack”，是英國在第二次世界大戰中設計的火焰噴射器供英聯邦步兵使用。

## 概述
這是 1917 年德國在第一次世界大戰期間裝備的 Wechselapparat（“Wex”）的相似複製品。
No.2 便攜式火焰噴射器的 Mark 1 版本用作訓練武器，而改進後的 Mark 2 版本的火焰噴射器則用於作戰。
從 1943 年到 1944 年生產了超過 7,000 件 Mark 2版本的火焰噴射器。它們在霸王行動（盟軍諾曼底登陸準備期間已準備好裝備英聯邦步隊。
Ack Pack 是一個裝有背帶的甜甜圈形燃料容器，容量為 4 英制 加侖（18 升）燃料。 “甜甜圈”中間是一個裝有氮氣作為推進劑的球形容器，該容器被加壓至 2,000 磅力/平方英寸（140 巴）。 這足以將燃燒的燃料推進 120 英尺（36 米）。 一條來自油箱的軟管連接到噴嘴組件，噴嘴組件有兩個手槍式的握把，用於固定和瞄準噴霧。 後握把安裝了扳機。
在某些版本中，握把噴嘴裝有 10 發火藥筒。 每發火藥筒只可以發射一次，這導致使用者只進行 10 次火焰噴射。在操練中，使用者可以進行 10 次一秒的火焰噴射。 亦可以在不點燃燃料的情況下噴灑燃料，以確保目標周圍有足夠的燃料下，然後發射已點燃的燃料以點燃整個目標區域。

## 圖片

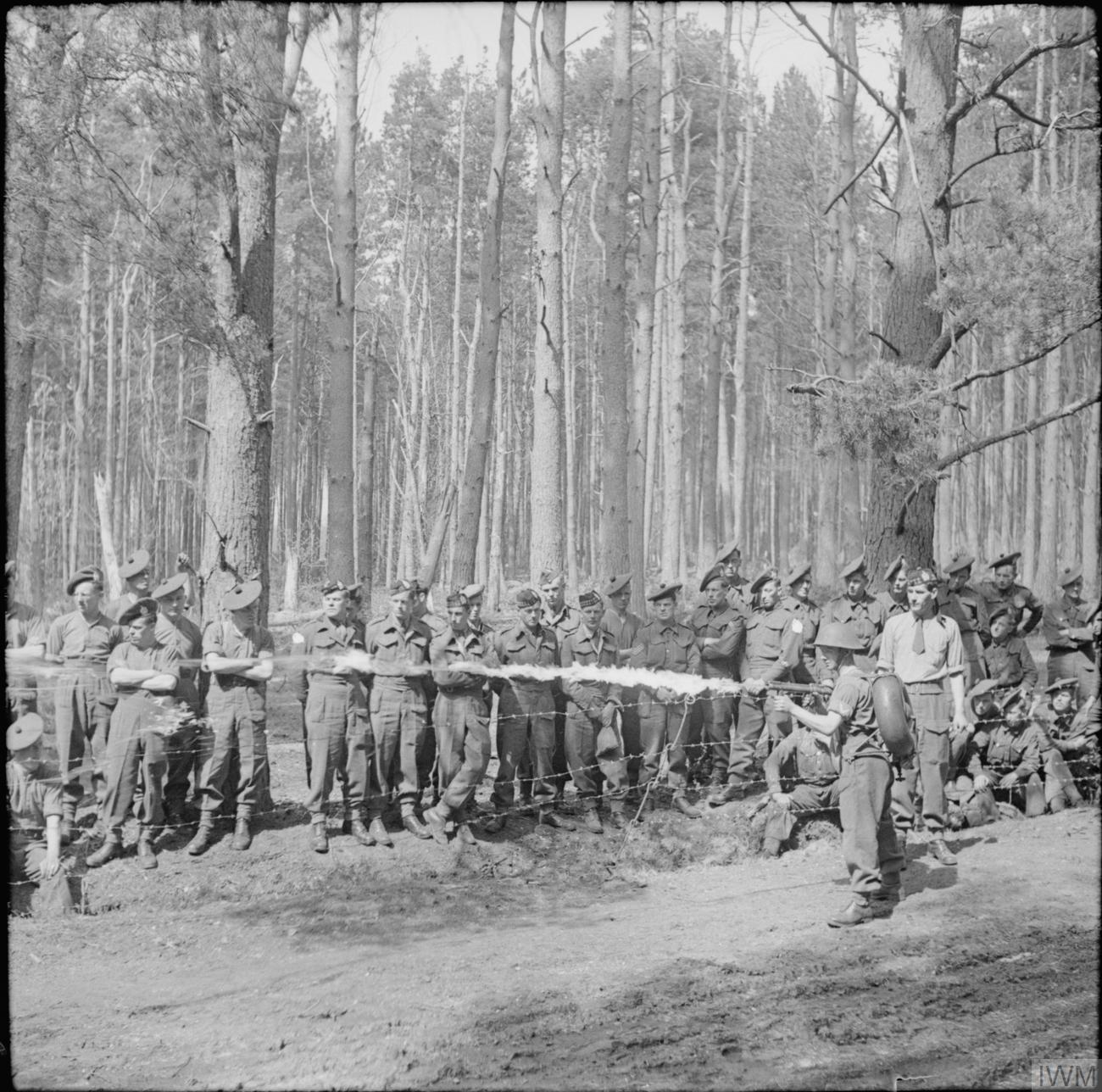
1944 年 4 月 29 日，漢普郡登米德，皇家直屬蘇格蘭邊境團第 1 營的士兵正在使用 No.2 便攜式火焰噴射器進行演示
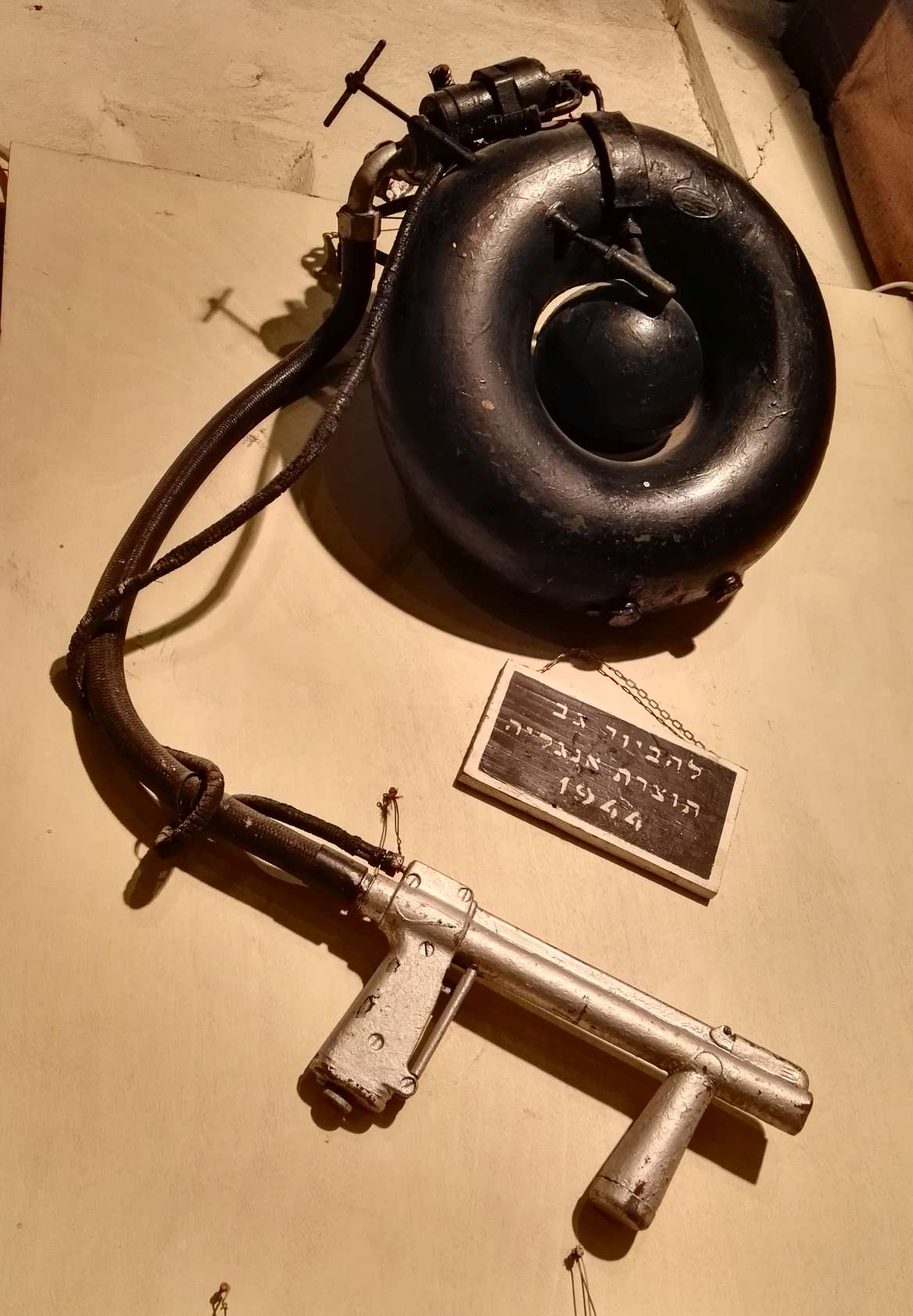
在以色列國防軍歷史博物館 中的“No.2 便攜式火焰噴射器，以色列特拉維夫（2015 年 9 月）
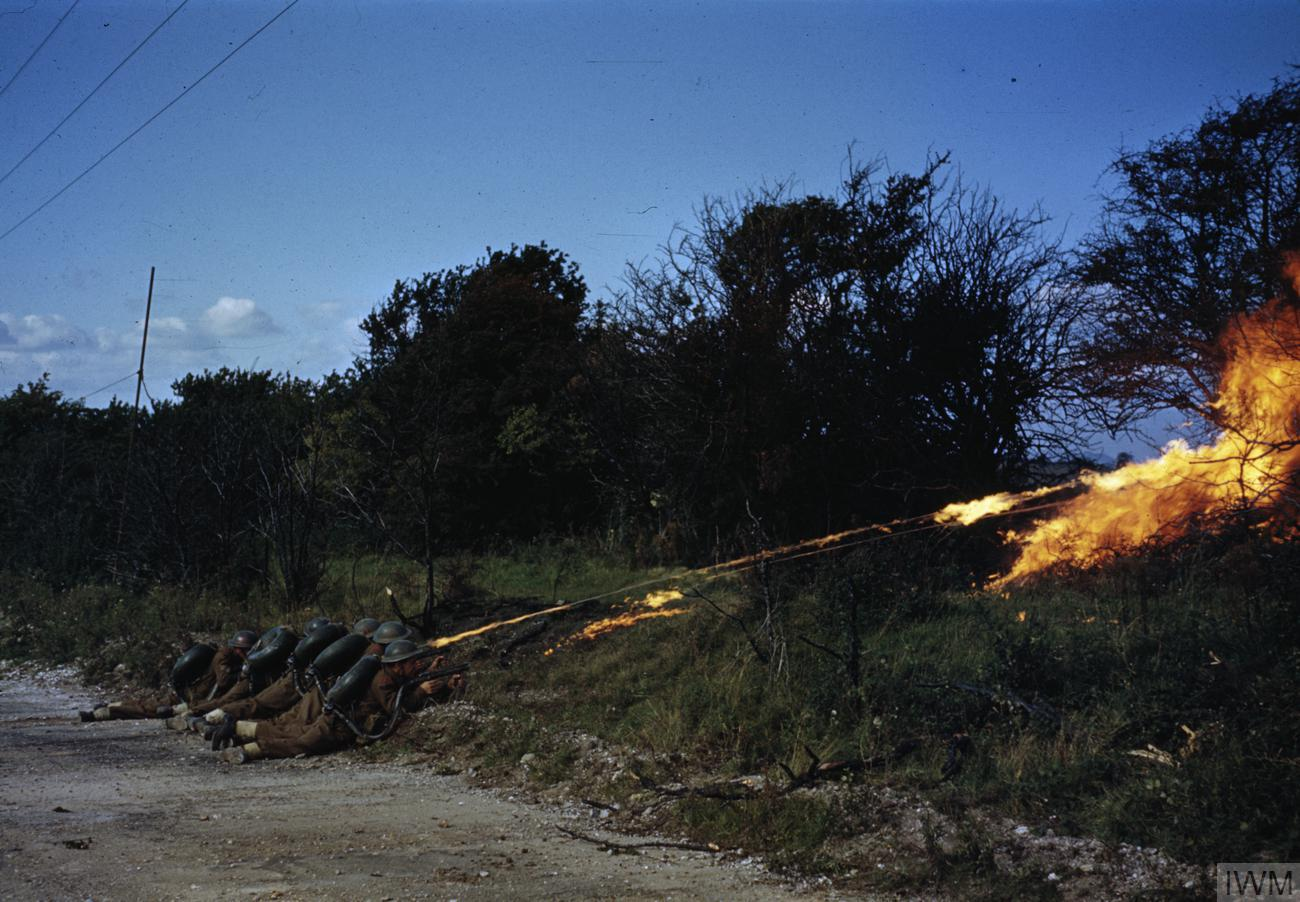
正在火焰噴射中的No.2 便攜式火焰噴射器（1944 年 8 月）

## 資料來源
- Bishop, Chris. . Sterling Publishing Company, Inc. 2002. ISBN 978-1-58663-762-0.